# Michał Łoniewski
Michał Łoniewski (ur. 22 października 1988 w Warszawie) – polski taekwondzista, jedyny polski zawodnik tej dyscypliny na Letnich Igrzyskach Olimpijskich 2012.
Reprezentuje klub AZS AWF Warszawa. Jego największe sukcesy to 5. miejsce na Mistrzostwach Europy 2007 oraz 5. miejsce na Uniwersjadzie 2009. Kwalifikację olimpijską osiągnął na europejskim turnieju w Kazaniu w roku 2012, zajmując 2. miejsce.